# Mecze reprezentacji Polski w piłce siatkowej mężczyzn na mistrzostwach świata

## Mecze Polski

### Mistrzostwa Świata 1949
| Nr | Przeciwnik     | Miejsce | Data        | Wynik (Polska-przeciwnik)              | Impreza         | Raport |
| -- | -------------- | ------- | ----------- | -------------------------------------- | --------------- | ------ |
| 1  | Holandia       | Praga   | 10 września | 3:0 (15:2, 15:7, 15:3)                 | Faza grupowa    |        |
| 2  | Czechosłowacja | Praga   | 11 września | 0:3 (5:15, 10:15, 5:15)                | Faza grupowa    |        |
| 3  | Czechosłowacja | Praga   | 14 września | 0:3 (7:15, 3:15, 2:15)                 | Faza finałowa A |        |
| 4  | ZSRR           | Praga   | 15 września | 0:3 (9:15, 5:15, 6:15)                 | Faza finałowa A |        |
| 5  | Rumunia        | Praga   | 16 września | 1:3 (15:9, 6:15, 10:15, 9:15)          | Faza finałowa A |        |
| 6  | Bułgaria       | Praga   | 17 września | 2:3 (15:13, 12:15, 10:15, 15:10, 7:15) | Faza finałowa A |        |
| 7  | Francja        | Praga   | 18 września | 3:0 (17:15, 15:10, 15:6)               | Faza finałowa A |        |

### Mistrzostwa Świata 1952
| Nr | Przeciwnik | Miejsce | Data        | Wynik (Polska-przeciwnik)            | Impreza         | Raport |
| -- | ---------- | ------- | ----------- | ------------------------------------ | --------------- | ------ |
| 1  | Finlandia  | Moskwa  | 17 sierpnia | 3:0 (15:8, 15:5, 15:6)               | Faza grupowa    |        |
| 2  | Węgry      | Moskwa  | 19 sierpnia | 2:3 (15:8, 15:10, 9:15, 10:15, 6:15) | Faza grupowa    |        |
| 3  | Bułgaria   | Moskwa  | 20 sierpnia | 0:3 (7:15, 5:15, 10:15)              | Faza grupowa    |        |
| 4  | Indie      | Moskwa  | 22 sierpnia | 3:0 (15:12, 15:7, 15:4)              | Faza finałowa B |        |
| 5  | Izrael     | Moskwa  | 23 sierpnia | 3:0 (15:1, 15:4, 15:1)               | Faza finałowa B |        |
| 6  | Finlandia  | Moskwa  | 24 sierpnia | 3:0 (15:0, 15:1, 15:2)               | Faza finałowa B |        |
| 7  | Liban      | Moskwa  | 26 sierpnia | 3:0 (15:2, 15:4, 15:2)               | Faza finałowa B |        |

### Mistrzostwa Świata 1956
| Nr | Przeciwnik        | Miejsce | Data        | Wynik (Polska-przeciwnik)        | Impreza         | Raport |
| -- | ----------------- | ------- | ----------- | -------------------------------- | --------------- | ------ |
| 1  | Kuba              | Paryż   | 31 sierpnia | 3:0 (15:2, 15:1, 15:2)           | Faza grupowa    |        |
| 2  | Rumunia           | Paryż   | 2 września  | 3:1 (13:15, 15:9, 15:11, 15:7)   | Faza finałowa A |        |
| 3  | Chiny             | Paryż   | 3 września  | 3:0 (15:8, 19:17, 15:9)          | Faza finałowa A |        |
| 4  | Francja           | Paryż   | 5 września  | 3:0 (15:5, 15:11, 15:6)          | Faza finałowa A |        |
| 5  | Węgry             | Paryż   | 6 września  | 3:0 (15:11, 15:12, 15:10)        | Faza finałowa A |        |
| 6  | Czechosłowacja    | Paryż   | 8 września  | 0:3 (8:15, 8:15, 9:15)           | Faza finałowa A |        |
| 7  | Bułgaria          | Paryż   | 9 września  | 1:3 (16:14, 10:15, 6:15, 6:15)   | Faza finałowa A |        |
| 8  | Stany Zjednoczone | Paryż   | 10 września | 3:0 (15:8, 15:6, 15:13)          | Faza finałowa A |        |
| 9  | ZSRR              | Paryż   | 11 września | 1:3 (16:18, 11:15, 16:14, 6:15)  | Faza finałowa A |        |
| 10 | Jugosławia        | Paryż   | 12 września | 3:1 (15:12, 15:12, 13:15, 15:11) | Faza finałowa A |        |

### Mistrzostwa Świata 1960
| Nr | Przeciwnik        | Miejsce        | Data            | Wynik (Polska-przeciwnik)             | Impreza         | Raport |
| -- | ----------------- | -------------- | --------------- | ------------------------------------- | --------------- | ------ |
| 1  | Peru              | Rio de Janeiro | 30 października | 3:0 (15:3, 15:1, 15:5)                | Faza grupowa    |        |
| 2  | Rumunia           | Rio de Janeiro | 31 października | 1:3 (11:15, 7:15, 15:11, 9:15)        | Faza grupowa    |        |
| 3  | Czechosłowacja    | Rio de Janeiro | 4 listopada     | 1:3 (15:13, 10:15, 10:15, 13:15)      | Faza finałowa A |        |
| 4  | Węgry             | Rio de Janeiro | 5 listopada     | 3:1 (15:12, 15:3, 9:15, 15:10)        | Faza finałowa A |        |
| 5  | Japonia           | Rio de Janeiro | 6 listopada     | 3:1 (15:5, 11:15, 15:8, 15:9)         | Faza finałowa A |        |
| 6  | ZSRR              | Rio de Janeiro | 7 listopada     | 1:3 (15:7, 4:15, 8:15, 11:15)         | Faza finałowa A |        |
| 7  | Brazylia          | Rio de Janeiro | 8 listopada     | 3:2 (15:8, 19:21, 15:3, 11:15, 15:11) | Faza finałowa A |        |
| 8  | Francja           | Rio de Janeiro | 9 listopada     | 3:0 (15:13, 15:13, 15:9)              | Faza finałowa A |        |
| 9  | Stany Zjednoczone | Rio de Janeiro | 10 listopada    | 3:1 (15:12, 15:10, 10:15, 15:10)      | Faza finałowa A |        |
| 10 | Wenezuela         | Rio de Janeiro | 13 listopada    | 3:0 (15:2, 15:10, 15:4)               | Faza finałowa A |        |

### Mistrzostwa Świata 1962
| Nr | Przeciwnik     | Miejsce | Data            | Wynik (Polska-przeciwnik)              | Impreza         | Raport |
| -- | -------------- | ------- | --------------- | -------------------------------------- | --------------- | ------ |
| 1  | NRD            | Kijów   | 13 października | 3:1 (20:18, 11:15, 19:17, 15:4)        | Faza grupowa    |        |
| 2  | Albania        | Kijów   | 14 października | 3:0 (13:15, 15:11, 15:9, 15:1)         | Faza grupowa    |        |
| 3  | Japonia        | Kijów   | 15 października | 1:3 (15:9, 14:16, 11:15, 12:15)        | Faza grupowa    |        |
| 4  | Jugosławia     | Moskwa  | 18 października | 3:0 (15:5, 15:8, 15:4)                 | Faza finałowa A |        |
| 5  | Czechosłowacja | Moskwa  | 19 października | 2:3 (16:14, 15:12, 9:15, 7:15, 14:16)  | Faza finałowa A |        |
| 6  | Węgry          | Moskwa  | 20 października | 1:3 (15:11, 13:15, 15:13, 11:15)       | Faza finałowa A |        |
| 7  | Chiny          | Moskwa  | 21 października | 3:0 (18:16, 16:14, 15:8)               | Faza finałowa A |        |
| 8  | Rumunia        | Moskwa  | 23 października | 0:3 (8:15, 10:15, 15:17)               | Faza finałowa A |        |
| 9  | Bułgaria       | Moskwa  | 24 października | 2:3 (9:15, 15:13, 18:16, 11:15, 10:15) | Faza finałowa A |        |
| 10 | Brazylia       | Moskwa  | 25 października | 3:0 (15:8, 15:3, 15:8)                 | Faza finałowa A |        |
| 11 | ZSRR           | Moskwa  | 26 października | 2:3 (15:10, 9:15, 4:15, 16:14, 7:15)   | Faza finałowa A |        |

### Mistrzostwa Świata 1966
| Nr | Przeciwnik     | Miejsce          | Data        | Wynik (Polska-przeciwnik)             | Impreza       | Raport |
| -- | -------------- | ---------------- | ----------- | ------------------------------------- | ------------- | ------ |
| 1  | Rumunia        | Ceske Budejovice | 30 sierpnia | 3:2 (6:15, 12:15, 15:13, 16:14, 15:5) | Faza grupowa  |        |
| 2  | Holandia       | Ceske Budejovice | 1 września  | 3:1 (15:5, 15:1, 12:15, 15:8)         | Faza grupowa  |        |
| 3  | Turcja         | Ceske Budejovice | 2 września  | 3:0 (15:6, 15:2, 15:7)                | Faza grupowa  |        |
| 4  | Mongolia       | Ceske Budejovice | 3 września  | 3:0 (15:8, 15:5, 15:2)                | Faza grupowa  |        |
| 5  | Bułgaria       | Praga            | 5 września  | 2:3 (15:5, 15:10, 6:15, 11:15, 11:15) | Faza finałowa |        |
| 6  | Japonia        | Praga            | 6 września  | 3:2 (12:15, 15:9, 7:15, 15:8, 15:3)   | Faza finałowa |        |
| 7  | NRD            | Praga            | 7 września  | 0:3 (9:15, 6:15, 4:15)                | Faza finałowa |        |
| 8  | Czechosłowacja | Praga            | 9 września  | 1:3 (8:15, 12:15, 16:14, 8:15)        | Faza finałowa |        |
| 9  | Jugosławia     | Praga            | 10 września | 3:1 (12:15, 15:8, 15:12, 15:8)        | Faza finałowa |        |
| 10 | ZSRR           | Praga            | 11 września | 1:3 (13:15, 11:15, 15:10, 8:15)       | Faza finałowa |        |

### Mistrzostwa Świata 1970
| Nr | Przeciwnik        | Miejsce | Data           | Wynik (Polska-przeciwnik)              | Impreza       | Raport |
| -- | ----------------- | ------- | -------------- | -------------------------------------- | ------------- | ------ |
| 1  | Finlandia         | Jamboł  | 20 września    | 3:1 (13:15, 15:9, 15:6, 15:7)          | Faza grupowa  |        |
| 2  | Brazylia          | Jamboł  | 21 września    | 3:1 (15:11, 15:12, 13:15, 15:6)        | Faza grupowa  |        |
| 3  | Stany Zjednoczone | Jamboł  | 22 września    | 3:1 (15:11, 17:15, 13:15, 15:6)        | Faza grupowa  |        |
| 4  | Węgry             | Jamboł  | 23 września    | 3:2 (15:11, 11:15, 15:10, 13:15, 15:6) | Faza grupowa  |        |
| 5  | Czechosłowacja    | Jamboł  | 24 września    | 2:3 (13:15, 18:16, 15:13, 6:15, 13:15) | Faza grupowa  |        |
| 6  | NRD               | Sofia   | 26 września    | 0:3 (9:15, 8:15, 12:15)                | Faza finałowa |        |
| 7  | Bułgaria          | Sofia   | 27 września    | 1:3 (11:15, 15:9, 8:15, 0:15)          | Faza finałowa |        |
| 8  | Japonia           | Sofia   | 28 września    | 0:3 (4:15, 12:15, 10:15)               | Faza finałowa |        |
| 9  | Belgia            | Sofia   | 30 września    | 3:1 (12:15, 15:2, 15:6, 15:11)         | Faza finałowa |        |
| 10 | ZSRR              | Sofia   | 1 października | 3:1 (15:12, 15:12, 4:15, 15:10)        | Faza finałowa |        |
| 11 | Rumunia           | Sofia   | 2 października | 3:2 (15:12, 15:9, 10:15, 10:15, 15:12) | Faza finałowa |        |

### Mistrzostwa Świata 1974
| Nr | Przeciwnik        | Miejsce | Data            | Wynik (Polska-przeciwnik)             | Impreza         | Raport |
| -- | ----------------- | ------- | --------------- | ------------------------------------- | --------------- | ------ |
| 1  | Egipt             | Toluca  | 13 października | 3:0 (15:3, 15:6, 15:5)                | I faza grupowa  |        |
| 2  | Stany Zjednoczone | Toluca  | 14 października | 3:1 (15:10, 13:15, 15:10, 15:6)       | I faza grupowa  |        |
| 3  | ZSRR              | Toluca  | 15 października | 3:1 (15:9, 6:15, 15:6, 15:11)         | I faza grupowa  |        |
| 4  | NRD               | Meksyk  | 18 października | 3:0 (14:16, 15:9, 12:15, 15:9, 15:6)  | II faza grupowa |        |
| 5  | Belgia            | Meksyk  | 19 października | 3:0 (15:9, 15:11, 15:9)               | II faza grupowa |        |
| 6  | Meksyk            | Meksyk  | 20 października | 3:1 (15:12, 15:11, 8:15, 17:15)       | II faza grupowa |        |
| 7  | ZSRR              | Meksyk  | 22 października | 3:2 (16:14, 9:15, 15:6, 12:15, 15:7)  | Faza finałowa   |        |
| 8  | Czechosłowacja    | Meksyk  | 23 października | 3:2 (13:15, 14:16, 15:6, 15:10, 15:5) | Faza finałowa   |        |
| 9  | NRD               | Meksyk  | 24 października | 3:2 (15:7, 15:9, 13:15, 12:15, 15:5)  | Faza finałowa   |        |
| 10 | Rumunia           | Meksyk  | 26 października | 3:0 (15:4, 15:10, 15:9)               | Faza finałowa   |        |
| 11 | Japonia           | Meksyk  | 28 października | 3:1 (13:15, 15:7, 15:11, 17:15)       | Faza finałowa   |        |

### Mistrzostwa Świata 1978
| Nr | Przeciwnik       | Miejsce | Data           | Wynik (Polska-przeciwnik)               | Impreza            | Raport |
| -- | ---------------- | ------- | -------------- | --------------------------------------- | ------------------ | ------ |
| 1  | Finlandia        | Bergamo | 20 września    | 3:1 (15:8, 15:6, 13:15, 15:9)           | I faza grupowa     |        |
| 2  | Wenezuela        | Bergamo | 21 września    | 3:0 (15:4, 15:7, 15:4)                  | I faza grupowa     |        |
| 3  | Meksyk           | Bergamo | 22 września    | 3:0 (15:13, 15:7, 15:4)                 | I faza grupowa     |        |
| 4  | Japonia          | Rzym    | 24 września    | 3:2 (13:15, 15:12, 5:15, 15:10, 15:9)   | II faza grupowa    |        |
| 5  | Czechosłowacja   | Rzym    | 25 września    | 3:1 (9:15, 15:3, 10:15, 10:15)          | II faza grupowa    |        |
| 6  | Korea Południowa | Rzym    | 26 września    | 1:3 (7:15, 15:11, 14:16, 10:15)         | II faza grupowa    |        |
| 7  | Kuba             | Rzym    | 27 września    | 0:3 (8:15, 10:15, 9:15)                 | II faza grupowa    |        |
| 8  | Brazylia         | Rzym    | 29 września    | 0:3 (11:15, 12:15, 7:15)                | Mecz o miejsca 5-8 |        |
| 9  | Chiny            | Rzym    | 1 października | 2:3 (15:12, 13:15, 15:11, 13:15, 13:15) | Mecz o 7. miejsce  |        |

### Mistrzostwa Świata 1982
| Nr | Przeciwnik     | Miejsce      | Data            | Wynik (Polska-przeciwnik)      | Impreza            | Raport |
| -- | -------------- | ------------ | --------------- | ------------------------------ | ------------------ | ------ |
| 1  | Rumunia        | Buenos Aires | 2 października  | 3:0 (15:6, 15:10, 15:6)        | I faza grupowa     |        |
| 2  | Wenezuela      | Buenos Aires | 3 października  | 3:0 (15:2, 15:5, 15:1)         | I faza grupowa     |        |
| 3  | Kuba           | Buenos Aires | 4 października  | 3:1 (9:15, 15:10, 15:5, 15:10) | I faza grupowa     |        |
| 4  | Brazylia       | Mendoza      | 7 października  | 0:3 (11:15, 3:15, 10:15)       | II faza grupowa    |        |
| 5  | Bułgaria       | Mendoza      | 8 października  | 0:3 (10:15, 13:15, 4:15)       | II faza grupowa    |        |
| 6  | ZSRR           | Catamarca    | 10 października | 1:3 (9:15, 15:11, 9:15, 2:15)  | II faza grupowa    |        |
| 7  | Czechosłowacja | Catamarca    | 11 października | 3:0 (15:8, 15:5, 18:16)        | II faza grupowa    |        |
| 8  | Chiny          | Rosario      | 14 października | 3:1 (10:15, 15:4, 15:4, 15:12) | Mecz o miejsca 5-8 |        |
| 9  | Bułgaria       | Rosario      | 15 października | 1:3 (10:15, 15:13, 6:15, 7:15) | Mecz o 5. miejsce  |        |

### Mistrzostwa Świata 1986
| Nr | Przeciwnik        | Miejsce   | Data           | Wynik (Polska-przeciwnik)           | Impreza             | Raport |
| -- | ----------------- | --------- | -------------- | ----------------------------------- | ------------------- | ------ |
| 1  | Kuba              | Tourcoing | 24 września    | 1:3 (5:15, 15:17, 15:11, 4:15)      | I faza grupowa      |        |
| 2  | ZSRR              | Tourcoing | 25 września    | 0:3 (7:15, 2:15, 4:15)              | I faza grupowa      |        |
| 3  | Chińskie Tajpej   | Tourcoing | 26 września    | 3:0 (15:11, 15:4, 15:11)            | I faza grupowa      |        |
| 4  | Stany Zjednoczone | Nantes    | 29 września    | 0:3 (14:16, 5:15, 10:15)            | II faza grupowa     |        |
| 5  | Japonia           | Nantes    | 30 września    | 3:0 (15:7, 15:10, 15:2)             | II faza grupowa     |        |
| 6  | Argentyna         | Nantes    | 1 października | 2:3 (7:15, 15:10, 15:6, 4:15, 8:15) | II faza grupowa     |        |
| 7  | Chiny             | Paryż     | 4 października | 3:0 (15:11, 15:10, 15:3)            | Mecz o miejsca 9-12 |        |
| 8  | Japonia           | Paryż     | 5 października | 3:0 (15:7, 15:8, 15:13)             | Mecz o 9. miejsce   |        |

### Mistrzostwa Świata 1990

#### europejski turniej kwalifikacyjny w 1990 r.
| Nr | Przeciwnik | Miejsce   | Data        | Wynik (Polska-przeciwnik)      | Impreza                           | Raport |
| -- | ---------- | --------- | ----------- | ------------------------------ | --------------------------------- | ------ |
| 1  | RFN        | Olsztyn   | 7 stycznia  | 3:1 (15:9, 7:15, 15:3, 15:13)  | turniej kwalifikacyjny - play-off |        |
| 2  | RFN        | Monachium | 31 stycznia | 3:1 (9:15, 16:14, 15:9, 18:16) | turniej kwalifikacyjny - play-off |        |

#### światowy turniej kwalifikacyjny w 1990 r.
| Nr | Przeciwnik | Miejsce | Data        | Wynik (Polska-przeciwnik)              | Impreza                                | Raport |
| -- | ---------- | ------- | ----------- | -------------------------------------- | -------------------------------------- | ------ |
| 1  | Holandia   | Tokio   | 12 kwietnia | 1:3 (4:15, 15:11, 8:15, 7:15)          | turniej kwalifikacyjny - faza grupowa  |        |
| 2  | Japonia    | Tokio   | 13 kwietnia | 0:3 (12:15, 7:15, 11:15)               | turniej kwalifikacyjny - faza grupowa  |        |
| 3  | Irak       | Tokio   | 14 kwietnia | 3:0 (15:6, 15:8, 15:7)                 | turniej kwalifikacyjny - faza grupowa  |        |
| 4  | NRD        | Tokio   | 17 kwietnia | 3:0 (15:9, 15:13, 15:8)                | turniej kwalifikacyjny - faza grupowa  |        |
| 5  | Portoryko  | Tokio   | 18 kwietnia | 3:0 (15:5, 15:4, 15:6)                 | turniej kwalifikacyjny - faza grupowa  |        |
| 6  | Szwecja    | Tokio   | 20 kwietnia | 1:3 (15:2, 14:16, 12:15, 15:17)        | turniej kwalifikacyjny - faza finałowa |        |
| 7  | Hiszpania  | Tokio   | 21 kwietnia | 3:2 (12:15, 15:10, 15:6, 14:16, 15:10) | turniej kwalifikacyjny - faza finałowa |        |
| 8  | Jugosławia | Tokio   | 22 kwietnia | 2:3 (8:15, 15:9, 12:15, 15:12, 11:15)  | turniej kwalifikacyjny - faza finałowa |        |

### Mistrzostwa Świata 1994

#### europejski turniej kwalifikacyjny w 1993 r.
| Nr | Przeciwnik | Miejsce | Data         | Wynik (Polska-przeciwnik)       | Impreza                          | Raport |
| -- | ---------- | ------- | ------------ | ------------------------------- | -------------------------------- | ------ |
| 1  | Ukraina    | Wrocław | 19 listopada | 3:1 (15:9, 6:15, 15:10, 15:13)  | turniej kwalifikacyjny - grupa D |        |
| 2  | Szwecja    | Wrocław | 20 listopada | 1:3 (6:15, 17:15, 13:15, 7:15)  | turniej kwalifikacyjny - grupa D |        |
| 3  | Łotwa      | Wrocław | 21 listopada | 1:3 (15:9, 11:15, 13:15, 13:15) | turniej kwalifikacyjny - grupa D |        |

### Mistrzostwa Świata 1998
| Nr | Przeciwnik | Miejsce | Data         | Wynik (Polska-przeciwnik)     | Impreza        | Raport |
| -- | ---------- | ------- | ------------ | ----------------------------- | -------------- | ------ |
| 1  | Kuba       | Sapporo | 13 listopada | 0:3 (10:15, 9:15, 11:15)      | I faza grupowa |        |
| 2  | Argentyna  | Sapporo | 14 listopada | 1:3 (16:14, 5:15, 7:15, 8:15) | I faza grupowa |        |
| 3  | Iran       | Sapporo | 15 listopada | 3:0 (15:5, 15:2, 15:8)        | I faza grupowa |        |

#### europejski turniej kwalifikacyjny w 1997 r.
| Nr | Przeciwnik | Miejsce | Data        | Wynik (Polska-przeciwnik)       | Impreza                          | Raport |
| -- | ---------- | ------- | ----------- | ------------------------------- | -------------------------------- | ------ |
| 1  | Węgry      | Olsztyn | 15 sierpnia | 3:0 (15:8, 16:14, 16:14)        | turniej kwalifikacyjny - grupa H |        |
| 2  | Dania      | Olsztyn | 16 sierpnia | 3:1 (12:15, 15:10, 15:11, 15:3) | turniej kwalifikacyjny - grupa H |        |
| 3  | Rosja      | Olsztyn | 17 sierpnia | 0:3 (5:15, 10:15, 6:15)         | turniej kwalifikacyjny - grupa H |        |

### Mistrzostwa Świata 2002
| Nr | Przeciwnik | Miejsce  | Data           | Wynik (Polska-przeciwnik)               | Impreza         | Raport |
| -- | ---------- | -------- | -------------- | --------------------------------------- | --------------- | ------ |
| 1  | Kanada     | Santa Fe | 29 września    | 3:1 (25:23, 22:25, 26:24, 25:21)        | I faza grupowa  |        |
| 2  | Włochy     | Santa Fe | 30 września    | 3:2 (20:25, 24:26, 25:22, 25:21, 15:10) | I faza grupowa  |        |
| 3  | Chorwacja  | Santa Fe | 1 października | 3:0 (25:21, 25:18, 25:28)               | I faza grupowa  |        |
| 4  | Rosja      | Cordoba  | 4 października | 2:3 (25:22, 19:25, 20:25, 25:22, 11:15) | II faza grupowa |        |
| 5  | Portugalia | Cordoba  | 5 października | 1:3 (22:25, 34:32, 20:25, 22:25)        | II faza grupowa |        |
| 6  | Hiszpania  | Cordoba  | 6 października | 3:1 (25:19, 25:11, 26:28, 25:18)        | II faza grupowa |        |

#### europejski turniej kwalifikacyjny w 2001 r.
| Nr | Przeciwnik | Miejsce | Data        | Wynik (Polska-przeciwnik) | Impreza                          | Raport |
| -- | ---------- | ------- | ----------- | ------------------------- | -------------------------------- | ------ |
| 1  | Mołdawia   | Łódź    | 31 sierpnia | 3:0 (25:16, 25:18, 25:18) | turniej kwalifikacyjny - grupa I |        |
| 2  | Łotwa      | Łódź    | 1 września  | 3:0 (25:13, 25:23, 25:19) | turniej kwalifikacyjny - grupa I |        |
| 3  | Francja    | Łódź    | 2 września  | 0:3 (28:30, 18:25, 21:25) | turniej kwalifikacyjny - grupa I |        |

### Mistrzostwa Świata 2006
| Nr | Przeciwnik          | Miejsce | Data         | Wynik (Polska-przeciwnik)               | Impreza         | Raport |
| -- | ------------------- | ------- | ------------ | --------------------------------------- | --------------- | ------ |
| 1  | Chiny               | Saitama | 17 listopada | 3:0 (25:21, 25:20, 25:21)               | I faza grupowa  |        |
| 2  | Argentyna           | Saitama | 18 listopada | 3:0 (25:21, 25:22, 25:22)               | I faza grupowa  |        |
| 3  | Egipt               | Saitama | 19 listopada | 3:0 (25:13, 25:19, 26:24)               | I faza grupowa  |        |
| 4  | Portoryko           | Saitama | 21 listopada | 3:0 (25:22, 25:22, 25:23)               | I faza grupowa  |        |
| 5  | Japonia             | Saitama | 22 listopada | 3:0 (25:18, 25:21, 25:23)               | I faza grupowa  |        |
| 6  | Tunezja             | Sendai  | 25 listopada | 3:0 (25:22, 25:18, 25:23)               | II faza grupowa |        |
| 7  | Kanada              | Sendai  | 26 listopada | 3:0 (25:21, 25:17, 25:17)               | II faza grupowa |        |
| 8  | Rosja               | Sendai  | 28 listopada | 3:2 (19:25, 19:25, 25:22, 25:20, 15:11) | II faza grupowa |        |
| 9  | Serbia i Czarnogóra | Sendai  | 29 listopada | 3:0 (28:26, 25:19, 25:19)               | II faza grupowa |        |
| 10 | Bułgaria            | Tokio   | 2 grudnia    | 3:1 (25:20, 26:28, 25:23, 25:23)        | Półfinał        |        |
| 11 | Brazylia            | Tokio   | 3 grudnia    | 0:3 (12:25, 22:25, 17:25)               | Finał           |        |

#### europejski turniej kwalifikacyjny w 2005 r.
| Nr | Przeciwnik | Miejsce | Data     | Wynik (Polska-przeciwnik)               | Impreza                            | Raport |
| -- | ---------- | ------- | -------- | --------------------------------------- | ---------------------------------- | ------ |
| 1  | Estonia    | Rzeszów | 15 lipca | 3:1 (23:25, 25:16, 25:18, 25:20)        | III runda kwalifikacyjna - grupa L |        |
| 2  | Bułgaria   | Rzeszów | 16 lipca | 3:1 (25:16, 17:25, 25:22, 25:17)        | III runda kwalifikacyjna - grupa L |        |
| 3  | Rosja      | Rzeszów | 17 lipca | 2:3 (21:25, 16:25, 25:23, 25:20, 12:15) | III runda kwalifikacyjna - grupa L |        |

### Mistrzostwa Świata 2010
| Nr | Przeciwnik | Miejsce | Data           | Wynik (Polska-przeciwnik)               | Impreza         | Raport |
| -- | ---------- | ------- | -------------- | --------------------------------------- | --------------- | ------ |
| 1  | Kanada     | Triest  | 25 września    | 3:0 (25:22, 25:21, 25:13)               | I faza grupowa  |        |
| 2  | Niemcy     | Triest  | 26 września    | 3:2 (25:20, 21:25, 25:22, 22:25, 15:13) | I faza grupowa  |        |
| 3  | Serbia     | Triest  | 27 września    | 3:1 (25:19, 25:18, 21:25, 25:23)        | I faza grupowa  |        |
| 4  | Brazylia   | Ankona  | 30 września    | 0:3 (16:25, 20:25, 20:25)               | II faza grupowa |        |
| 5  | Bułgaria   | Ankona  | 1 października | 0:3 (22:25, 18:25, 17:25)               | II faza grupowa |        |

#### europejski turniej kwalifikacyjny w 2009 r.
| Nr | Przeciwnik | Miejsce | Data        | Wynik (Polska-przeciwnik)        | Impreza                            | Raport |
| -- | ---------- | ------- | ----------- | -------------------------------- | ---------------------------------- | ------ |
| 1  | Słowenia   | Gdynia  | 14 sierpnia | 3:0 (25:16, 25:23, 25:15)        | III runda kwalifikacyjna - grupa K |        |
| 2  | Słowacja   | Gdynia  | 15 sierpnia | 3:1 (25:19, 26:28, 25:15, 25:19) | III runda kwalifikacyjna - grupa K |        |
| 3  | Francja    | Gdynia  | 16 sierpnia | 3:0 (25:17, 25:19, 25:21)        | III runda kwalifikacyjna - grupa K |        |

### Mistrzostwa Świata 2014
| Nr | Przeciwnik        | Miejsce  | Data        | Wynik (Polska-przeciwnik)               | Impreza          | Raport |
| -- | ----------------- | -------- | ----------- | --------------------------------------- | ---------------- | ------ |
| 1  | Serbia            | Warszawa | 30 sierpnia | 3:0 (25:19, 25:18, 25:18)               | I faza grupowa   |        |
| 2  | Australia         | Wrocław  | 2 września  | 3:0 (25:17, 25:19, 25:22)               | I faza grupowa   |        |
| 3  | Wenezuela         | Wrocław  | 4 września  | 3:0 (25:20, 25:13, 25:14)               | I faza grupowa   |        |
| 4  | Kamerun           | Wrocław  | 6 września  | 3:1 (25:27, 25:23, 25:16, 25:22)        | I faza grupowa   |        |
| 5  | Argentyna         | Wrocław  | 7 września  | 3:0 (25:20, 25:20, 25:23)               | I faza grupowa   |        |
| 6  | Stany Zjednoczone | Łódź     | 10 września | 1:3 (27:29, 22:25, 27:25, 23:25)        | II faza grupowa  |        |
| 7  | Włochy            | Łódź     | 11 września | 3:1 (19:25, 25:18, 25:20, 26:24)        | II faza grupowa  |        |
| 8  | Iran              | Łódź     | 13 września | 3:2 (25:17, 25:16, 24:26, 19:25, 16:14) | II faza grupowa  |        |
| 9  | Francja           | Łódź     | 14 września | 3:2 (25:18, 21:25, 25:23, 22:25, 15:12) | II faza grupowa  |        |
| 10 | Brazylia          | Łódź     | 16 września | 3:2 (25:22, 22:25, 14:25, 25:18, 17:15) | III faza grupowa |        |
| 11 | Rosja             | Łódź     | 18 września | 3:2 (25:22, 25:22, 21:25, 22:25, 15:11) | III faza grupowa |        |
| 12 | Niemcy            | Katowice | 20 września | 3:1 (26:24, 28:26, 23:25, 25:21)        | Półfinał         |        |
| 13 | Brazylia          | Katowice | 21 września | 3:1 (18:25, 25:22, 25:23, 25:22)        | Finał            |        |

### Mistrzostwa Świata 2018
| Nr | Przeciwnik        | Miejsce | Data        | Wynik (Polska-przeciwnik)               | Impreza          | Raport |
| -- | ----------------- | ------- | ----------- | --------------------------------------- | ---------------- | ------ |
| 1  | Kuba              | Warna   | 12 września | 3:1 (25:18, 25:19, 21:25, 25:14)        | I faza grupowa   |        |
| 2  | Portoryko         | Warna   | 13 września | 3:0 (25:14, 25:12, 25:15)               | I faza grupowa   |        |
| 3  | Finlandia         | Warna   | 15 września | 3:1 (25:20, 26:28, 25:16, 25:15)        | I faza grupowa   |        |
| 4  | Iran              | Warna   | 17 września | 3:0 (25:21, 25:20, 25:22)               | I faza grupowa   |        |
| 5  | Bułgaria          | Warna   | 18 września | 3:1 (25:14, 23:25, 25:22, 25:23)        | I faza grupowa   |        |
| 6  | Argentyna         | Warna   | 21 września | 2:3 (25:16, 19:25, 23:25, 25:23, 14:16) | II faza grupowa  |        |
| 7  | Francja           | Warna   | 22 września | 1:3 (15:25, 18:25, 25:23, 18:25)        | II faza grupowa  |        |
| 8  | Serbia            | Warna   | 23 września | 3:0 (25:17, 25:16, 25:14)               | II faza grupowa  |        |
| 9  | Serbia            | Turyn   | 27 września | 3:0 (28:26, 28:26, 25:22)               | III faza grupowa |        |
| 10 | Włochy            | Turyn   | 28 września | 2:3 (25:14, 21:25, 25:18, 17:25, 11:15) | III faza grupowa |        |
| 11 | Stany Zjednoczone | Turyn   | 29 września | 3:2 (25:22, 20:25, 23:25, 25:20, 15:11) | Półfinał         |        |
| 12 | Brazylia          | Turyn   | 30 września | 3:0 (28:26, 25:20, 25:23)               | Finał            |        |

### Mistrzostwa Świata 2022
| Nr | Przeciwnik        | Miejsce  | Data        | Wynik (Polska-przeciwnik)               | Impreza      | Raport |
| -- | ----------------- | -------- | ----------- | --------------------------------------- | ------------ | ------ |
| 1  | Bułgaria          | Katowice | 26 sierpnia | 3:0 (25:12, 25:20, 25:20)               | Faza grupowa |        |
| 2  | Meksyk            | Katowice | 28 sierpnia | 3:0 (25:17, 25:14, 25:19)               | Faza grupowa |        |
| 3  | Stany Zjednoczone | Katowice | 30 sierpnia | 3:1 (23:25, 25:21, 25:19, 25:21)        | Faza grupowa |        |
| 4. | Tunezja           | Gliwice  | 4 września  | 3:0 (25:20, 25:15, 25:20)               | 1/8 finału   |        |
| 5. | Stany Zjednoczone | Gliwice  | 8 września  | 3:2 (25:20, 27:25, 21:25, 22:25, 15:12) | Ćwierćfinał  |        |
| 6. | Brazylia          | Katowice | 10 września | 3:2 (23:25, 25:18, 25:20, 21:25, 15:12) | Półfinał     |        |
| 7. | Włochy            | Katowice | 11 września | 1:3 (25:22, 21:25, 18:25, 20:25)        | Finał        |        |

## Bilans spotkań według krajów
| Lp.   | Reprezentacja       | Liczba meczów | Wygrane | Wygrane | Wygrane | Przegrane | Przegrane | Przegrane | Bilans meczów wygrane:przegrane | Bilans setów wygrane:przegrane |
| Lp.   | Reprezentacja       | Liczba meczów | 3:0     | 3:1     | 3:2     | 2:3       | 1:3       | 0:3       | Bilans meczów wygrane:przegrane | Bilans setów wygrane:przegrane |
| ----- | ------------------- | ------------- | ------- | ------- | ------- | --------- | --------- | --------- | ------------------------------- | ------------------------------ |
| 1     | Albania             | 1             | 1       | 0       | 0       | 0         | 0         | 0         | 1:0                             | 3:0                            |
| 2     | Argentyna           | 5             | 2       | 0       | 0       | 2         | 1         | 0         | 2:3                             | 11:9                           |
| 3     | Australia           | 1             | 1       | 0       | 0       | 0         | 0         | 0         | 1:0                             | 3:0                            |
| 4     | Belgia              | 2             | 1       | 1       | 0       | 0         | 0         | 0         | 2:0                             | 6:1                            |
| 5     | Brazylia            | 11            | 2       | 2       | 3       | 0         | 0         | 4         | 7:4                             | 21:20                          |
| 6     | Bułgaria            | 12            | 1       | 2       | 0       | 3         | 3         | 3         | 3:9                             | 18:29                          |
| 7     | Chiny               | 6             | 4       | 1       | 0       | 1         | 0         | 0         | 5:1                             | 17:4                           |
| 8     | Chorwacja           | 1             | 1       | 0       | 0       | 0         | 0         | 0         | 1:0                             | 3:0                            |
| 9     | Czechosłowacja      | 10            | 1       | 1       | 1       | 2         | 2         | 3         | 3:7                             | 15:24                          |
| 10    | Egipt               | 2             | 2       | 0       | 0       | 0         | 0         | 0         | 2:0                             | 6:0                            |
| 11    | Finlandia           | 5             | 2       | 3       | 0       | 0         | 0         | 0         | 5:0                             | 15:3                           |
| 12    | Francja             | 5             | 3       | 0       | 1       | 0         | 1         | 0         | 4:1                             | 13:5                           |
| 13    | Indie               | 1             | 1       | 0       | 0       | 0         | 0         | 0         | 1:0                             | 3:0                            |
| 14    | Iran                | 3             | 2       | 0       | 1       | 0         | 0         | 0         | 3:0                             | 9:2                            |
| 15    | Izrael              | 1             | 1       | 0       | 0       | 0         | 0         | 0         | 1:0                             | 3:0                            |
| 16    | Japonia             | 9             | 3       | 2       | 2       | 0         | 1         | 1         | 7:2                             | 22:12                          |
| 17    | Jugosławia          | 3             | 1       | 2       | 0       | 0         | 0         | 0         | 3:0                             | 9:2                            |
| 18    | Hiszpania           | 1             | 0       | 1       | 0       | 0         | 0         | 0         | 1:0                             | 3:1                            |
| 19    | Holandia            | 2             | 1       | 1       | 0       | 0         | 0         | 0         | 2:0                             | 6:1                            |
| 20    | Kamerun             | 1             | 0       | 1       | 0       | 0         | 0         | 0         | 1:0                             | 3:1                            |
| 21    | Kanada              | 3             | 2       | 1       | 0       | 0         | 0         | 0         | 3:0                             | 9:1                            |
| 22    | Korea Południowa    | 1             | 0       | 0       | 0       | 0         | 1         | 0         | 0:1                             | 1:3                            |
| 23    | Kuba                | 6             | 1       | 2       | 0       | 0         | 1         | 2         | 3:3                             | 10:11                          |
| 24    | Liban               | 1             | 1       | 0       | 0       | 0         | 0         | 0         | 1:0                             | 3:0                            |
| 25    | Meksyk              | 3             | 2       | 1       | 0       | 0         | 0         | 0         | 3:0                             | 9:1                            |
| 26    | Mongolia            | 1             | 1       | 0       | 0       | 0         | 0         | 0         | 1:0                             | 3:0                            |
| 27    | Niemcy              | 2             | 0       | 1       | 1       | 0         | 0         | 0         | 2:0                             | 6:3                            |
| 28    | Peru                | 1             | 1       | 0       | 0       | 0         | 0         | 0         | 1:0                             | 3:0                            |
| 29    | Portoryko           | 2             | 2       | 0       | 0       | 0         | 0         | 0         | 2:0                             | 6:0                            |
| 30    | Portugalia          | 1             | 0       | 0       | 0       | 0         | 1         | 0         | 0:1                             | 1:3                            |
| 31    | NRD                 | 5             | 1       | 1       | 1       | 0         | 0         | 2         | 3:2                             | 9:9                            |
| 32    | Rosja               | 3             | 0       | 0       | 2       | 1         | 0         | 0         | 2:1                             | 8:7                            |
| 33    | Rumunia             | 8             | 2       | 1       | 2       | 0         | 2         | 1         | 5:3                             | 17:14                          |
| 34    | Serbia              | 4             | 3       | 1       | 0       | 0         | 0         | 0         | 4:0                             | 12:1                           |
| 35    | Serbia i Czarnogóra | 1             | 1       | 0       | 0       | 0         | 0         | 0         | 1:0                             | 3:0                            |
| 36    | Stany Zjednoczone   | 9             | 1       | 4       | 2       | 0         | 1         | 1         | 7:2                             | 22:14                          |
| 37    | Chińskie Tajpej     | 1             | 1       | 0       | 0       | 0         | 0         | 0         | 1:0                             | 3:0                            |
| 38    | Tunezja             | 2             | 2       | 0       | 0       | 0         | 0         | 0         | 2:0                             | 6:0                            |
| 39    | Turcja              | 1             | 1       | 0       | 0       | 0         | 0         | 0         | 1:0                             | 3:0                            |
| 40    | Wenezuela           | 4             | 4       | 0       | 0       | 0         | 0         | 0         | 4:0                             | 12:0                           |
| 41    | Węgry               | 5             | 1       | 1       | 1       | 1         | 1         | 0         | 3:2                             | 12:9                           |
| 42    | Włochy              | 4             | 0       | 1       | 1       | 1         | 1         | 0         | 2:2                             | 9:9                            |
| 43    | ZSRR                | 10            | 0       | 2       | 1       | 1         | 4         | 2         | 3:7                             | 15:25                          |
| Razem | Razem               | 160           | 57      | 33      | 19      | 12        | 20        | 19        | 109:51                          | 371:224                        |

Aktualizacja 11.09.2022. Mecze kwalifikacyjne nie są wliczane.

## Bilans spotkań według edycji
| Rok   | Edycja | Miejsce | Liczba meczów | Zwycięstwa | Porażki | Sety    | Trener              |
| ----- | ------ | ------- | ------------- | ---------- | ------- | ------- | ------------------- |
| 1949  | I      | 5.      | 7             | 2          | 5       | 9:15    | Zygmunt Kraus       |
| 1952  | II     | 7.      | 7             | 5          | 2       | 17:6    | Wiesław Piotrowski  |
| 1956  | III    | 4.      | 10            | 7          | 3       | 23:11   | Jacek Busz          |
| 1960  | IV     | 4.      | 10            | 7          | 3       | 24:14   | Gwidon Grochowski   |
| 1962  | V      | 6.      | 11            | 5          | 6       | 23:19   | Gwidon Grochowski   |
| 1966  | VI     | 6.      | 10            | 6          | 4       | 22:18   | Tadeusz Szlagor     |
| 1970  | VII    | 5.      | 11            | 7          | 4       | 24:21   | Tadeusz Szlagor     |
| 1974  | VIII   | 1.      | 11            | 11         | 0       | 33:10   | Hubert Jerzy Wagner |
| 1978  | IX     | 8.      | 9             | 5          | 4       | 18:16   | Jerzy Welcz         |
| 1982  | X      | 6.      | 9             | 5          | 4       | 17:14   | Aleksander Skiba    |
| 1986  | XI     | 9.      | 8             | 4          | 4       | 15:12   | Stanisław Gościniak |
| 1998  | XIV    | 17.     | 3             | 1          | 2       | 4:6     | Ireneusz Mazur      |
| 2002  | XV     | 9.      | 6             | 4          | 2       | 15:10   | Waldemar Wspaniały  |
| 2006  | XVI    | 2.      | 11            | 10         | 1       | 30:6    | Raúl Lozano         |
| 2010  | XVII   | 13.     | 5             | 3          | 2       | 9:9     | Daniel Castellani   |
| 2014  | XVIII  | 1.      | 13            | 12         | 1       | 37:15   | Stéphane Antiga     |
| 2018  | XIX    | 1.      | 12            | 9          | 3       | 32:14   | Vital Heynen        |
| 2022  | XX     | 2.      | 7             | 6          | 1       | 19:8    | Nikola Grbić        |
| Razem | Razem  | Razem   | 160           | 109        | 51      | 371:224 |                     |